# Academia Regală Neerlandeză de Arte și Științe
Academia Regală Neerlandeză de Arte și Științe (în neerlandeză Koninklijke Nederlandse Akademie van Wetenschappen, abreviere: KNAW) este o organizație dedicată progresului științei și literaturii în Țările de Jos. Sediul Academiei este palatul Trippenhuis din Amsterdam.
Pe lângă diversele funcții administrative și consultative ea gestionează mai multe institute de cercetare și acordă multe premii, inclusiv Medalia Lorentz pentru fizică teoretică, Premiul Dr. Hendrik Muller pentru științe sociale și comportamentale și Premiile Heineken.

## Membri și organizare
Membrii sunt numiți pe viață prin cooptare. Nominalizările pentru candidatură trebuie făcute de persoane sau organizații din afara Academiei. Criteriul de acceptare este reprezentat de realizările științifice, iar calitatea de membru al Academiei este considerată, prin urmare, o mare onoare și un prestigiu. În afară de membrii titulari, mai există și membri corespondenți și membri străini. În anul 2011 a fost introdus un nou sistem de aderare. În fiecare an, sunt aleși în cadrul Academiei maxim șaisprezece membri noi.
Academia Regală Neerlandeză de Arte și Științe s-a preocupat o lungă perioadă de întregul domeniu educativ. Academia Regală cuprinde două departamente, formate din aproximativ 500 de membri:
- Științe (matematică, fizică, astronomie, științele vieții și inginerie)
- Științe umaniste și științe sociale (științe umaniste, drept, științe comportamentale și științe sociale)

Ambele departamente au propriile lor consilii. Departamentele sunt împărțite, la rândul lor, în secțiuni. Cel mai înalt organ al Academiei este adunarea generală a membrilor celor două departamente. Președintele a fost Frits van Oostrom până la 1 mai 2008, după care a fost urmat de Robbert Dijkgraaf. Atât van Oostrom în discursul său de la sfârșitul mandatului, cât și Dijkgraaf în discursul său inaugural și-au exprimat îngrijorarea cu privire la nivelul scăzut de finanțare a științei în Țările de Jos, comparativ cu aproape toate celelalte țări occidentale. În martie 2012, Hans Clevers a fost ales președinte și a preluat mandatul în iunie 2012. În 2020 i-a succedat Ineke Sluiter.

## Istoric
În timpul ocupației franceze a Republicii Olandeze, regele Lodewijk Napoleon a fondat pe 4 mai 1808 Koninklijk Instituut van Wetenschappen, Letterkunde en Schoone Kunsten (Institutul Regal de Științe, Literatură și Arte Frumoase). În 1816, după ce ocupația a luat sfârșit, el a fost redenumit Koninklijk-Nederlandsch Instituut van Wetenschappen, Letteren en Schoone Kunsten. Institutul a fost desființat în 1851 și restabilit ca Koninklijke Akademie van Wetenschappen, iar în 1938 a primit numele său actual. Începând cu 1812 Academia a locuit în Trippenhuis în Amsterdam.
Institutul a fost distins cu premiul Gouden Ganzenveer în 1955.

## Institute de cercetare
Următoarele institute de cercetare sunt asociate cu KNAW:
- Centraalbureau voor Schimmelcultures
- Data Archiving and Networked Services
- Huygens Instituut
- Fryske Akademy
- Hubrecht Instituut
- Internationaal Instituut voor Sociale Geschiedenis
- Nederlands Herseninstituut (Netherlands Institute for Neuroscience)
- Koninklijk Instituut voor Taal-, Land- en Volkenkunde
- Meertens Instituut
- Nederlands Instituut voor Ecologie
- Nederlands Instituut voor Oorlogsdocumentatie
- Nederlands Instituut voor Wetenschappelijke Informatiediensten
- Nederlands Interdisciplinair Demografisch Instituut
- Netherlands Institute for Advanced Study in the Humanities and Social Sciences
- Rathenau Instituut

Institutul Neerlandez de Neuroștiințe (NIN) a fost înființat în 2005 prin fuziunea Institutului Neerlandez pentru Cercetarea Creierului (NIH, înființat în 1909) și Institutul Neerlandez pentru Cercetare Oftalmică (IOI, înființat în 1988).

## Academia Tânără
De Jonge Akademie (Academia Tânără) este o societate de tineri cercetători științifici, înființată în 2005, ca parte a KNAW. Zece membri sunt aleși în fiecare an pe un termen de cinci ani; membrii sunt oameni de știință cu vârsta cuprinsă între 25 și 45 de ani și sunt aleși după criteriul excelenței în cercetare. El a fost modelat după organizația similară germană Junge Akademie, iar ambele academii la rândul lor au fost folosite ca modele pentru Global Young Academy.